# Selaginella devolii
Selaginella devolii är en mosslummerväxtart som beskrevs av H.M.Chang, P.F.Lu och W.L.Chiou. Selaginella devolii ingår i släktet mosslumrar, och familjen mosslummerväxter. Inga underarter finns listade i Catalogue of Life.